# In un mondo migliore
In un mondo migliore (Hævnen) è un film del 2010 diretto da Susanne Bier.
Il film, il cui titolo originale, in danese, significa "vendetta", nel 2011 ha vinto sia il Golden Globe che il premio Oscar al miglior film in lingua straniera.

## Trama
Christian, un adolescente in lutto, ritorna in Danimarca con il padre, che odia perché crede che non abbia fatto abbastanza per salvare la madre morta recentemente di cancro.
Nella sua nuova scuola diventa subito amico di Elias, vittima preferita dei bulli, che lui scaccia senza timore. Non soddisfatto, in una seconda occasione si scaglia violentemente contro il capo dei bulli rischiando di mettere nei guai sia se stesso che l'amico.
Il padre di Elias, che lavora come chirurgo in una zona dell'Africa in guerra, tornato a casa cerca di comprendere i disagi del figlio, sicuramente vittima del bullismo ma anche del clima teso tra i genitori, ormai distanti per un tradimento che lei non riesce a perdonare.
In una gita al porto Anton, il padre di Elias, intervenuto per separare suo figlio più piccolo che si azzuffava con un coetaneo, viene aggredito dal padre di questi, di fronte agli occhi del figlio maggiore e dell'amico Christian. Avvicinato in un secondo momento, lo stesso uomo si conferma violento e il papà di Elias che voleva dimostrare di non aver paura, non reagendo, non convince il figlio e il suo amico dell'inutilità di rispondere alla violenza con la violenza.
Tornato in Africa, Anton deve affrontare la medicazione del responsabile dei peggiori delitti del conflitto nel quale sta operando. Contro l'opinione di tutti i suoi aiutanti del luogo, decide di attenersi al suo dovere di medico e curarlo. Quando sta per dimetterlo, però, di fronte ad alcuni apprezzamenti oltraggiosi su una bambina appena morta, lo scaccia dando il via ad un vero e proprio linciaggio.
Nel frattempo Christian ha pianificato una vendetta. Con della polvere da sparo trovata in vecchi fuochi d'artificio, prepara infatti una bomba con la quale far saltare in aria l'auto del violento che tutti temono. Elias tentenna più volte ma alla fine si unisce all'amico. Così una domenica mattina i due danno vita al piano ma un attimo prima dell'esplosione Elias vede avvicinarsi all'auto una mamma con la figlia. Per salvarle dalla deflagrazione corre loro incontro riuscendo a fermarle in tempo ma venendo al tempo stesso investito in pieno dallo scoppio.
Christian dopo l'interrogatorio con la polizia viene aggredito verbalmente dalla madre dell'amico, che lui crede morto. Il ragazzino pensa al suicidio ma è fermato appena in tempo da Anton che lo tranquillizza sulla salute di Elias, che è salvo e guarirà da tutte le ferite.
Cosciente del dolore causato, Christian si scusa con Elias e si riconcilia con i familiari di questi e, soprattutto, con il padre. Anche Anton e la moglie superano le vecchie incomprensioni, così lui può tornare sereno a svolgere il suo difficile lavoro in Africa.

## Riconoscimenti
- Premi Oscar 2011
  - Miglior film straniero
- Golden Globe 2011
  - Miglior film straniero
- European Film Awards 2011
  - Miglior regista
- Festival Internazionale del Film di Roma 2010
  - Gran Premio della Giuria Marc'Aurelio d'Argento
  - Premio Marc'Aurelio d'Oro del pubblico al miglior film
- European Independent Film Critics Awards
  - Miglior film
  - Miglior regia
- Premi Robert 2011
  - Miglior attrice protagonista [1]